# 巴尔德佩尼亚斯
巴尔德佩尼亚斯，是西班牙卡斯蒂利亚-拉曼恰雷阿尔城省的一个市镇。 总面积488平方公里，总人口26269人（2001年），人口密度54人/平方公里。

## 友好城市
- 法國 干邑[1]